# 殺し屋人別帳
『殺し屋人別帳』（ころしやにんべつちょう）は、1970年公開の日本映画。製作：東映。

渡瀬恒彦のデビュー作で、初主演映画。石井輝男監督がヤクザの抗争をモダン・アクションのタッチで描く。

## 概要
「人別帳シリーズ」第1弾。渡瀬演じる主人公の名前は「網走番外地シリーズ」で、高倉健演じる主人公の名前と同じ橘真一。冒頭から裏切りに次ぐ裏切りで、主要人物がバタバタ死んでしまう渦中に渡瀬演じる主人公が登場。途中からは『網走番外地 望郷篇』とほぼ同じ展開になり、見せ場が繰り出される。冷酷狂暴な奴、紳士面した奴、負けを知らぬ不適な奴、そして女だけには弱い奴。殺し屋人別帳に名を連ねたこれら殺し屋の名人たちが、それぞれ腕前を競って殺し合いの手口を見せる。

## ストーリー
浦波興業の浦波は殺し屋の黒岩と宇野木に各組の組長を殺させ、北九州一帯を傘下におさめる。浦波は用済みの2人を消そうとして逆に射殺された。黒岩は宇野木をも殺し、浦波興業を手中にし、黒岩組と改称した。黒岩組は竜神一家を潰そうと、長崎にも手をのばす。長崎をめぐり、両陣営に、流れ者・真一、ラバウルの鉄、八人殺しの鬼寅ら、殺し屋たちが集結し、激闘が始まる。

## キャスト
- 流れ者の真一：渡瀬恒彦
- 竜神統一：吉田輝雄
- 竜神久美：藤田佳子
- ナオミ：太田ナオミ
- ミッチー：小川ローザ
- 佐知子：賀川雪絵
- 木口：中谷一郎
- 秀：荒木一郎
- 詩郎：伊吹吾郎
- 和夫：神太郎
- 徹：五十嵐義弘
- 松吉：波多野博
- 光男：小山田良樹
- 光代：葵三津子
- レイ子：三笠れい子
- ミキ：尾花ミキ
- 女壷振り美枝：英美枝
- 浦波興業会頭：沢彰謙
- 門司港一家親分：浪花五郎
- 小倉組親分：矢奈木邦二郎
- 若松組親分：藤川弘
- 一文一家親分：村居京之輔
- 三沢商事支店長：那須伸太朗
- 平助：由利徹
- 浦波興業幹部A：森健太郎
- 浦波興業幹部B：藤本秀夫
- 浦波興業幹部C：古閑達則
- 浦波興業幹部D：平沢彰
- 黒岩剛蔵：田崎潤
- 敏：千葉敏郎
- 黒岩の子分A：奥野保
- 黒岩の子分B：山下義明
- 黒岩の子分C：鈴木金哉
- 黒岩の子分D：河崎操
- 黒岩の子分E：蓑和田良太
- 黒岩の子分F：土橋勇
- 黒岩の子分G：白川浩二郎
- 黒岩の子分H：池田謙治
- 黒岩の子分I：友金敏雄
- 黒岩の子分J：山下義明
- 人夫A：大城泰
- 人夫B：村田玉郎
- 人夫C：世羅豊
- 竜神一家子分A：畑中伶一
- 竜神一家子分B：小峰一男
- クラブの客：疋田泰盛
- 宇野木：小池朝雄
- 大正琴の寅さん：嵐寛寿郎
- 鉄：佐藤允

## スタッフ
- 監督：石井輝男
- 助監督：依田智臣
- 脚本：石井輝男・掛札昌裕
- 企画：岡田茂、天尾完次
- 撮影：古谷伸
- 音楽：鏑木創
- 美術：矢田精治
- 録音：中山茂二
- 照明：長谷川武夫
- 編集：神田忠男

## 製作
渡瀬恒彦は、当時の岡田茂東映企画製作本部長から、線の太いマスクを惚れられスカウトされたものだが、鶴田浩二、高倉健、千葉真一など、当時の男性スター王国の東映にあって破格の主役デビューも岡田の肝煎であった。渡瀬の売り出しに「人別帳シリーズ」として『殺し屋人別帳』を1970年1月に公開し、二作目『監獄人別帳』を4月に、三作目『悪党人別帳』（製作されず）を夏に公開し、立て続けに主演作を出して、渡瀬をスター・ダムに乗せようという作戦を立てていた。
新人スターを育てる手腕が見込まれ、監督には石井輝男が抜擢された。

## エピソード
- 本作を始め、渡瀬との共演が多かった荒木一郎は[11]、「最初は（荒木が先輩だから）渡瀬は俺に対して『荒木さん』と呼んだが、人気が出るにつれ、いつのまにか俺を『荒木』と呼ぶようになった」と話している[12]。